# Le Kolonel pédale dans la choucroute
Pour plus de détails, voir Fiche technique et Distribution.
Le Kolonel pédale dans la choucroute (Von Buttiglione Sturmtruppenführer) est un film italien réalisé par Mino Guerrini et sorti en 1977.

## Fiche technique
Sauf indication contraire, les informations mentionnées dans cette section peuvent être confirmées par la base de données cinématographiques IMDb,  présente dans la section « Liens externes ».
- Titre français : Le Kolonel pédale dans la choucroute ou Ya, ya, mon kolonel[1]
- Titre original : Von Buttiglione Sturmtruppenführer[2]
- Réalisateur : Mino Guerrini
- Scénario : Mino Guerrini, Enrico Vanzina
- Photographie : Sergio Salvati (it)
- Montage : Ornella Micheli (it)
- Musique : Amedeo Tommasi
- Décors : Pier Luigi Basile
- Trucages : Pietro Tenoglio
- Société de production : Film Concorde, Rizzoli Film
- Pays de production :  Italie
- Langue originale : italien
- Format : Couleurs
- Durée : 95 minutes (1 h 35[2])
- Genre : Comédie de guerre[1]
- Dates de sortie :
  - Italie : 6 août 1977
  - France : 11 octobre 1978[1]

## Distribution
- Jacques Dufilho : Colonel Von Buttiglione
- John Steiner : Capitaine Schwein
- Isabelle Marchall : La scientifique allemande
- Agnes Kalpagos : L'assistante de la scientifique
- John P. Dulaney (it) : Un soldat
- Alberto Cracco (it) : Un soldat
- Alberto De Bisogno : Un soldat
- Mario Marenco (it) : Brauner
- Carletto Sposito (it) : Major Hoffman
- Carlo Marini : Un soldat
- Maurizio Mattioli : Un soldat
- Renato Cecilia (it) : Un soldat
- Stefano Cedrati : Un soldat
- Peter Boom (it) : Un soldat
- Rolando Fucili : Un soldat
- Sandro Ghiani (it) : Helmut, le soldat qui mange du loup
- Paolo Niederwieser : Un soldat
- Carlo Colombo : Un soldat
- Sergio Di Pinto (it) : Un soldat